# Mahmud Lutfi Umajra
Mahmud Lutfi Umajra (arab. محمود لطفي عميره) – egipski zapaśnik walczący w obu stylach
Srebrny i brązowy medalista igrzysk śródziemnomorskich w 1971 i srebrny, a także piąty w 1975 roku.